# Chris Livingston

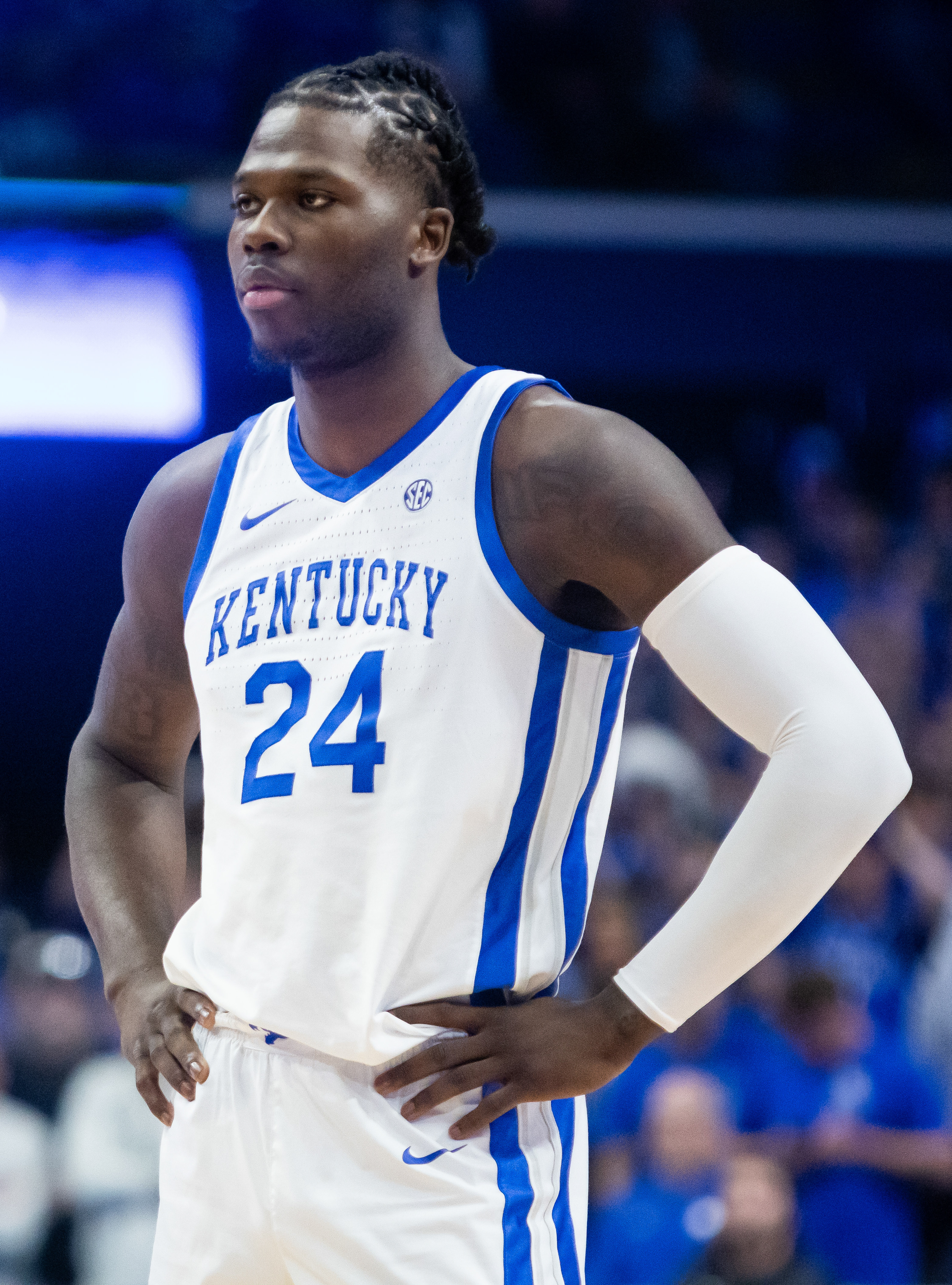
Chris Livingston, 2023.

Christopher "Chris" Livingston, född 15 oktober 2003 i Akron i Ohio, är en amerikansk professionell basketspelare (SF/PF) som spelar för Milwaukee Bucks i National Basketball Association (NBA).
Han draftades av Milwaukee Bucks i andra rundan i 2023 års draft som 58:e spelare totalt.
Innan Livingston blev proffs studerade han vid University of Kentucky och spelade för deras idrottsförening Kentucky Wildcats.